# Gaston IV van Foix
Gaston IV van Foix (Olite, 26 februari 1423 — Roncesvalles, 25 juli 1472) was de oudste zoon van graaf Jan I uit diens tweede huwelijk met Johanna van Albret.
Na de dood van zijn vader, 2 mei 1436, viel hem het omvangrijke erfdeel toe dat grotendeels bestond uit landgoederen en bezittingen ten noorden van de Pyreneeën. Hij was graaf van Foix en Bigorre, alsook baron van Castelbon, Béarn, Nébouzan, Villemeur en Lautrec. Hij was, naast de graaf van Armagnac, een van de belangrijkste feodale landheren van Zuid-Frankrijk.
Op 30 juli van datzelfde jaar 1436 trouwde hij met Eleonora van Navarra, prinses van Viana, dochter van koningin Blanca I van Navarra en haar tweede echtgenoot, koning-gemaal Johan, prins van Aragon.

## Honderdjarige Oorlog
Vanaf 1439 nam hij deel aan de Honderdjarige Oorlog. Hij werd benoemd tot generaal-luitenant van het leger in Guyenne en in 1442 veroverde hij Tartas, in 1449 Mauléon, Saint-Sever en L'Isle-en-Dodon. In 1451 hielp hij Jan van Orléans, de graaf van Dunois, bij de verovering van Dax, Bayonne en Bordeaux. Bayonne was naast Calais op dat moment een van de laatste plaatsen die nog in handen was van de Engelsen.
De overwinning bij Castillon in 1453, waarbij John Talbot en zijn zoon sneuvelden, droeg verder bij aan de faam van de graaf van Foix. Daarna wist hij nog enkele steden in de Gascogne te veroveren. Gaston nam de burchten van Médoc en Cadillac in. In Cadillac probeerde de kasteelheer Gaillardet hem te vermoorden onder het voorwendsel onderhandelingen te willen voeren.
Als beloning voor de verovering van Guyenne (het tegenwoordige Aquitanië) werd Gaston IV van Foix door Karel VII van Frankrijk benoemd tot plaatsvervanger van de koning in die provincie. Bovendien schonk hij aan diens zoon (Gaston V van Foix) de hand van Magdalena van Valois (1443-1495), zuster van Lodewijk XI van Frankrijk.
In 1447 verkreeg Gaston de titel van 'baron van Narbonne'. In 1458 ontving Gaston van Karel VII van Frankrijk de titel van Pair van Frankrijk.

## Strijd om de troon van Navarra
In 1428 kreeg Karel, de oudste zoon van Blanca I van Navarra, de titel van 'Prins van Viana'. Hij werd hiermee de rechtmatige opvolger voor de troon van Navarra. Zijn moeder bepaalde echter, goedbedoeld om ruzie tussen zoon en vader te vermijden, dat hij de troon alleen mocht bestijgen als zijn vader hiermee instemde. Deze gestelde voorwaarde werkte, spijtig genoeg, averechts. De vader voelde hier niets voor want hij had immers de ambitie om zélf koning van Navarra te worden. Vanaf 1450 waren vader en zoon verwikkeld in een gewapende strijd om de troon van Navarra. In 1451 werd Karel gevangengenomen. Zijn vader liet hem in 1454 weer vrij, maar Karel begon opnieuw een oorlog.
Johan van Aragón maakte middels het Verdrag van Barcelona op 3 december 1455 van Eleonora de officiële opvolger voor de troon van Navarra. Daarmee onterfde Johan van Aragon zijn oudere kinderen Karel, prins van Viana en Blanca. Eleonora werd gouverneur van Navarra en koos Sangüesa als zetel. Gaston IV rukte op met zijn troepen, bezette Neder-Navarra (het zuiden van Navarra) en voegde zich daarna in Sangüesa bij zijn echtgenote. De aanhangers van Karel bleven zich verzetten tegen Johan van Aragon. Het waren vooral de Beaumonteses, aangevoerd door Lodewijk II van Beaumont en diens oom Johan die Gaston in Aragón en Navarra bevochten.
In 1458 werd Johan als Johan II van Aragón in Aragon de opvolger van zijn overleden broer Alfons V. Op 23 september 1461 stierf Karel, de prins van Viana.
Op 12 april 1462 tekende Gaston uit naam van de Franse koning Lodewijk XI met Johan II van Aragón het Verdrag van Olite. Daarna trok hij met de Franse troepen naar Girona waar hij koningin Johanna Enríquez en haar zoon, prins Ferdinand, wist te ontzetten.
In 1465 tekende Eleonora een wapenstilstand met de Beaumonteses.
Lodewijk XI, de zoon van Karel VII, weigerde de rechten op het koninkrijk Navarra te erkennen. Gaston koos de zijde van de hertog Frans II van Bretagne en de hertog van Bourgogne, Karel de Stoute. Uiteindelijk moest hij in 1471 vluchten. Hij week uit naar Navarra waar hij in 1472 stierf.

## Nageslacht
Uit het huwelijk tussen Gaston IV van Foix en Eleonora I van Navarra werden minstens acht kinderen geboren:
- Gaston van Foix-Viana (1443-1470), huwde met Magdalena van Valois  (1443-1495), was de vader van Frans I Phoebus van Foix (1466-1483)
- Peter van Foix, kardinaal (1449-1490)
- Jan van Foix (1450-1500), vader van Gaston van Foix-Nemours (1489-1512)
- Maria van Foix (1452-1467)
- Johanna van Foix, gravin van Armagnac (1454-april 1476)
- Margarita van Foix, hertogin van Bretagne (1449-1486)
- Catharina de Foix, gravin van Candale (1460-1494)
- Jacobus van Foix, graaf van Montfort (1470-1500)

## Voorouders
| Overgrootouders                | Pierre II de Grailly (1285-) ∞ Assalhide de Bordeaux (-)             | Pierre II de Grailly (1285-) ∞ Assalhide de Bordeaux (-)             | Rogier Bernard V van Castelbon (1330-1381) ∞ Gerauda van Navailles (-) | Rogier Bernard V van Castelbon (1330-1381) ∞ Gerauda van Navailles (-) | Arnold Amanieu van Albret (1338-1401) ∞ Margaretha van Bourbon (1344-1416) | Arnold Amanieu van Albret (1338-1401) ∞ Margaretha van Bourbon (1344-1416) | Lodewijk van Sully (-) ∞ Isabeau de Craon (-1394)                   | Lodewijk van Sully (-) ∞ Isabeau de Craon (-1394)                   | Lodewijk van Sully (-) ∞ Isabeau de Craon (-1394) | Lodewijk van Sully (-) ∞ Isabeau de Craon (-1394) |
| Grootouders                    | Archimbald van Grailly (-) ∞ Isabella van Foix-Castelbon (1361-1428) | Archimbald van Grailly (-) ∞ Isabella van Foix-Castelbon (1361-1428) | Archimbald van Grailly (-) ∞ Isabella van Foix-Castelbon (1361-1428)   | Archimbald van Grailly (-) ∞ Isabella van Foix-Castelbon (1361-1428)   | Karel I van Albret (-1415) ∞ Marie de Sully (-)                            | Karel I van Albret (-1415) ∞ Marie de Sully (-)                            | Karel I van Albret (-1415) ∞ Marie de Sully (-)                     | Karel I van Albret (-1415) ∞ Marie de Sully (-)                     |                                                   |                                                   |
| Ouders                         | Jan I van Foix-Grailly (1382-1436) ∞ Johanna van Albret (1403-1433)  | Jan I van Foix-Grailly (1382-1436) ∞ Johanna van Albret (1403-1433)  | Jan I van Foix-Grailly (1382-1436) ∞ Johanna van Albret (1403-1433)    | Jan I van Foix-Grailly (1382-1436) ∞ Johanna van Albret (1403-1433)    | Jan I van Foix-Grailly (1382-1436) ∞ Johanna van Albret (1403-1433)        | Jan I van Foix-Grailly (1382-1436) ∞ Johanna van Albret (1403-1433)        | Jan I van Foix-Grailly (1382-1436) ∞ Johanna van Albret (1403-1433) | Jan I van Foix-Grailly (1382-1436) ∞ Johanna van Albret (1403-1433) |                                                   |                                                   |
| Gaston IV van Foix (1423-1472) |                                                                      |                                                                      |                                                                        |                                                                        |                                                                            |                                                                            |                                                                     |                                                                     |                                                   |                                                   |